# Australian Recording Industry Association
L'Australian Recording Industry Association (ARIA) è l'associazione che rappresenta le case discografiche in Australia. È stata fondata nel 1983 dalle sei maggiori etichette, EMI, Festival, CBS, RCA, WEA e Universal e ha sostituito la Association of Australian Record Manufacturers (AARM) che esisteva dal 1956. L'associazione supervisiona le collezioni, l'amministrazione e la distribuzione delle licenze musicali e delle royalties.
ARIA è amministrata da un consiglio di amministrazione composto dai dirigenti delle case discografiche, grandi e piccole. A partire da ottobre 2010, gli amministratori sono stati Denis Handlin (presidente e amministratore delegato di Sony Music), George Ash (Universal Music), Mark Poston (EMI), Sebastian Chase (MGM Distribution), David Vodica (Gomma Records / Musica) e Tony Harlow (WAR).